# American Horror Story: 1984
American Horror Story: 1984 – dziewiąty sezon amerykańskiego serialu telewizyjnego American Horror Story. Składa się z dziewięciu odcinków, emitowanych przez stację FX od 18 września do 13 listopada 2019 roku. Polska premiera każdego odcinka odbyła się na antenie Fox dzień po pierwszej emisji w FX. Sezon, inspirowany slasherami z lat 80., skupia się na letnim obozie.
1984, podobnie jak poprzednie sezony, został stworzony przez Ryana Murphy’ego i Brada Falchuka. Do obsady powrócili aktorzy z poprzednich serii: Emma Roberts, Lily Rabe, Finn Wittrock, Leslie Grossman, Billie Lourd, Cody Fern, Dylan McDermott, John Carroll Lynch, Leslie Jordan i Tanya Clark.

## Obsada i bohaterowie

### Obsada główna
- Emma Roberts jako Brooke Thompson
- Billie Lourd jako Montana Duke
- Leslie Grossman jako Margaret Booth
- Cody Fern jako Xavier Plympton
- Matthew Morrison jako Trevor Kirchner
- Gus Kenworthy jako Chet Clancy
- John Carroll Lynch jako Benjamin Richter, pseud. pan Brzęczyk
- Angelica Ross jako Donna Chambers / Rita
- Zach Villa jako Richard Ramirez

### Obsada drugoplanowa
- DeRon Horton jako Ray Powell
- Orla Brady jako Karen Hopple
- Mitch Pileggi jako Art
- Lou Taylor Pucci jako Jonas Shevoore
- Tara Karsian jako Bertie
- Sean Liang jako Wide Load
- Leslie Jordan jako Courtney
- Lily Rabe jako Lavinia Richter
- Dylan McDermott jako Bruce

### Obsada gościnna
- Don Swayze jako Roy (odc. 1)
- Todd Stashwick jako Blake (odc. 2)
- Steven Culp jako ojciec Brooke (odc. 2)
- Spencer Neville jako Joseph Cavanaugh (odc. 2)
- Dreama Walker jako Rita (odc. 3)
- Mark Daugherty jako Chan (odc. 3)
- Tim Russ jako pan Chambers (odc. 5)
- Richard Gunn jako policjant (odc. 5)
- Nick Chinlund jako Warden (odc. 6)
- Tanya Clarke jako Lorraine (odc. 6)
- Yvonne Zima jako Red (odc. 6)
- Eric Staves jako Dustin (odc. 6)
- Connor Cain jako Benjamin Richter (młodszy, odc. 7)
- Stefanie Black jako Stacey Phillips (odc. 8)
- Finn Wittrock jako Bobby Richter (odc. 9)

## Lista odcinków
Źródła:
| Nr | Nr | Tytuł oryginalny  | Tytuł polski        | Reżyseria             | Scenariusz               | Data premiery (Stany Zjednoczone) | Data premiery (Polska) |
| --- | -- | ----------------- | ------------------- | --------------------- | ------------------------ | --------------------------------- | ---------------------- |
| 95 | 1  | Camp Redwood      | Obóz letni Redwood  | Bradley Buecker       | Ryan Murphy Brad Falchuk | 18 września 2019                  | 19 września 2019       |
| Niedługo po przeprowadzce do Los Angeles Brooke zostaje zaatakowana przez Richarda Ramireza. Za namową poznanych na zajęciach aerobiku Montany, Xaviera, Raya i Cheta postanawia opuścić miasto i pracować z nimi jako wychowawca kolonijny na obozie Redwood. W drodze do Redwood bohaterowie potrącają samochodem Jonasa. Postanawiają zabrać go ze sobą, by w obozie otrzymał opiekę lekarską. Na terenie Redwood przyszli wychowawcy poznają właścicielkę obozu, Margaret, pielęgniarkę Ritę i prowadzącego zajęcia sportowe Trevora. Dowiadują się o masakrze, dokonanej czternaście lat wcześniej na terenie Redwood przez Benjamina, znanego jako pan Brzęczyk. Margaret zdradza, że przeżyła ją jako jedyna osoba na obozie. Tymczasem Brzęczyk ucieka z zakładu psychiatrycznego. W nocy Brooke odkrywa, że Jonas został zamordowany, a następnie jest goniona przez Benjamina. Pozostali pracownicy obozu nie znajdują ciała Jonasa i nie wierzą, że Brooke widziała Brzęczyka.                                                                              |    |                   |                     |                       |                          |                                   |                        |
| 96 | 2  | Mr. Jingles       | Pan Jingles         | John J. Gray          | Tim Minear               | 25 września 2019                  | 26 września 2019       |
| Karen przyjeżdża do Redwood, by ostrzec Margaret o ucieczce Benjamina. W drodze powrotnej zostaje przez niego zamordowana. Brooke udaje się odpocząć nad jezioro, w którym widzi martwe ciało, po czym zostaje zaatakowana przez Richarda. Ramirez, goniąc ją, zabija w lesie Jonasa, a chwilę później widzi go żywego. W lesie Blake chce zmusić Xaviera poprzez szantaż do grania w gejowskich filmach pornograficznych. Xavier go zabija. Pracownicy obozu, odkrywszy ciało Blake’a, postanawiają uciec z Redwood. Rita widzi Benjamina i dołącza do uciekających. Richard prosi Margaret o zidentyfikowanie, kim jest zabity przez niego mężczyzna. W zamian Margaret prosi go o ochronę obozowiczów przed zagrożeniami. Następnie odnajduje zabitego mężczyznę, który okazuje się być duchem Jonasa, opiekuna obozu, który zginął w masakrze Brzęczyka. Tymczasem pracownicy obozu rozdzielają się na dwie grupy, które mają przynieść klucze do samochodów. Gdy wchodzą do domków, słyszą dobijanie się z zewnątrz do drzwi.                                     |    |                   |                     |                       |                          |                                   |                        |
| 97 | 3  | Slashdance        | Zabójczy taniec     | Mary Wigmore          | James Wong               | 2 października 2019               | 3 października 2019    |
| Bohaterowie uciekają z domków. Po dotarciu do samochodu Rita wstrzykuje Brooke środek usypiający. Okazuje się, że w rzeczywistości ma na imię Donna i współpracuje z Benjaminem. Podsunęła mu pomysł ucieczki z zakładu psychiatrycznego, a następnie uprowadziła zatrudnioną do obozu pielęgniarkę Ritę i podszywa się pod nią. Tymczasem podczas ucieczki Ray i Chet wpadają do wypełnionego kolcami dołu. Jeden z kolców wbija się w Cheta. Ray opowiada o morderstwie, którego dokonał, a następnie wydostaje się z dołu. Montana, Xavier i Trevor uciekają przed Benjaminem do szopy, gdzie znajdują przywiązaną Ritę. Brzęczyk zabija pielęgniarkę, a pozostali uciekają z szopy i spotykają w lesie Raya. Bohaterowie się rozdzielają: Xavier i Trevor znajdują Cheta i pomagają mu wyjść z dołu, podczas gdy Ray i Montana dobiegają do parkingu, gdzie zastają Richarda. Ray odjeżdża motorem, by zadzwonić na policję, po drodze zostaje jednak zabity przez Benjamina. Montana całuje Richarda.                                                             |    |                   |                     |                       |                          |                                   |                        |
| 98 | 4  | True Killers      | Prawdziwi mordercy  | Jennifer Lynch        | Jay Beattie              | 9 października 2019               | 10 października 2019   |
| Przed wyjazdem do Redwood Montana poznaje Richarda, uprawia z nim seks i prosi o zabicie Brooke. Współcześnie Xavier odnajduje Bertie. Bohaterowie zostają zaatakowani przez Benjamina, który zamyka Xaviera we włączonym piekarniku. Zraniona Bertie pomaga mu się wydostać. Brooke wpada w pułapkę założoną przez Donnę. Richard i Benjamin niezależnie od siebie ją znajdują i postanawiają zabić. Brzęczyk zabija Ramireza, a Brooke ucieka. Następnie Benjamin udaje się do Margaret, która zdradza, że to ona dokonała masakry w 1970 roku, a on uwierzył w swoją winę wskutek leczenia w zakładzie psychiatrycznym. Margaret zabija Benjamina, a następnie strzela do Trevora, który przychodzi od jej domku. Xavier, Brooke, Chet, Montana i Margaret spotykają się na parkingu, gdzie płonie auto. Donna obserwuje Richarda, który zmartwychwstaje wskutek działania siły nadprzyrodzonej. |    |                   |                     |                       |                          |                                   |                        |
| 99 | 5  | Red Dawn          | Krwawy świt         | Gwyneth Horder-Payton | Dan Dworkin              | 16 października 2019              | 17 października 2019   |
| W retrospekcji Donna odkrywa, że jej ojciec jest seryjnym mordercą. Współcześnie Richard wyznaje jej, że wie o wszystkim, czego dokonała. Margaret i Chet płyną łódką po pomoc. Margaret zabija Cheta, odcina mu ucho i wrzuca jego ciało do jeziora. Donna przyznaje się Montanie, Brooke i Xavierowi, że pomogła Benjaminowi uciec. Brzęczyk atakuje Margaret, którą ratuje Xavier, zabijając Benjamina. Margaret morduje Xaviera, a Richard wskrzesza Brzęczyka przy pomocy Szatana. Brooke odnajduje ducha Raya i traci z nim dziewictwo. Widząc jego odciętą głowę w lodówce panikuje i ucieka. Zostaje zaatakowana przez Montanę, która przyznaje się, że wynajęła Richarda do zabicia jej. Rano Brooke zabija Montanę, czego świadkiem są obozowicze, którzy właśnie przyjechali do Redwood. Brooke zostaje aresztowana, a Richard i Benjamin wyjeżdżają do Los Angeles kradzionym samochodem policyjnym. |    |                   |                     |                       |                          |                                   |                        |
| 100 | 6  | Episode 100       | Odcinek 100.        | Loni Peristere        | Ryan Murphy Brad Falchuk | 23 października 2019              | 24 października 2019   |
| Prawie rok po przyjedzie do Los Angeles Benjamin oświadcza Richardowi, że nie zamierza już znosić jego morderstw. Wskazuje go lokalnej społeczności, doprowadzając w ten sposób do jego aresztowania, a następnie wyjeżdża na Alaskę, gdzie zakłada rodzinę. Odkrywszy, że jego żona została zamordowana, oddaje syna szwagierce i opuszcza Alaskę. Tymczasem ci, którzy umarli na terenie Redwood, przebywają tam jako duchy. Mimo sprzeciwu Raya Montana i Xavier zabijają turystów, którzy przyjeżdżają na teren obozu. Margaret jest popularną agentką nieruchomości, specjalizującą się w miejscach ze straszną historią, a prywatnie żoną Trevora, którego poślubiła, by nie zeznawał przeciwko niej. Brooke i Richard przebywają w tym samym więzieniu. Richard modli się do Szatana, po czym dzięki siłom nadprzyrodzonym udaje mu się uciec z więzienia. Na Brooke zostaje wykonany wyrok śmierci, po czym Donna przywraca ją do życia poprzez wstrzyknięcie adrenaliny.                                                                                      |    |                   |                     |                       |                          |                                   |                        |
| 101 | 7  | The Lady in White | Biała dama          | Liz Friedlander       | John J. Gray             | 30 października 2019              | 1 listopada 2019       |
| W 1948 roku uczestnikami obozu Golden Star (ówczesna nazwa Redwood) są Benjamin z bratem Bobbym. Bobby zostaje zabity przez łódź podczas kąpieli w jeziorze. Zrozpaczona matka chłopców, Lavinia, morduje pracowników obozu i chce zabić Benjamina, ten jednak wbija w nią nóż w ramach samoobrony. W 1989 roku Donna opiekuje się Brooke, stopniowo zyskując jej zaufanie. Brooke, pragnąc zemścić się na Margaret, przekonuje Donnę do udania się na organizowany przez nią w Redwood festiwal. Przyjaciółki zabierają ze sobą nowo poznanego Bruce’a, który podczas jazdy zaczyna do nich strzelać. Udaje im się od niego uciec, jednak wkrótce Bruce wjeżdża w ich samochód. Kobiety tracą przytomność, a po przebudzeniu atakują Bruce’a, przywiązują go do znaku drogowego i odcinają mu palce. Duchy Redwood opowiadają Benjaminowi o prześladującej ich kobiecie. Okazuje się, że jest nią Lavinia, która pragnie zemsty na synu. Benjamin popełnia samobójstwo, a Richard morduje członków Kajagoogoo, którzy przyjechali do Redwood, by zagrać na festiwalu. |    |                   |                     |                       |                          |                                   |                        |
| 102 | 8  | Rest in Pieces    | Gnij w spokoju      | Gwyneth Horder-Payton | Adam Penn                | 6 listopada 2019                  | 7 listopada 2019       |
| Brooke i Donna zostają rozpoznane przez Stacy, która pragnie napisać książkę o Redwood. Przyjaciółki postanawiają opowiedzieć jej swoją historię w zamian za podwiezienie na teren obozu. Bruce przyjeżdża do Redwood i poznaje Richarda. Margaret, chcąc spopularyzować Redwood, prosi ich, by zamordowali wszystkich muzyków na festiwalu. Duchy pragną zemścić się za Brzęczyku, który wyjawia im, że w 1984 roku Montana przywiozła na teren obozu Richarda. Brooke chce zabić Stacy, zostaje jednak powstrzymana przez Donnę. Stacy ucieka, po czym zostaje zamordowana przez Richarda. Trevor wyznaje Montanie, że ją kocha i popełni samobójstwo, by żyli wspólnie, jednak Montana oświadcza, że nie chce go znać. Xavier z dwoma innymi duchami wrzuca Benjamina do jeziora. Mężczyzna budzi się u boku Lavinii i Bobby’ego, którzy organizują piknik. |    |                   |                     |                       |                          |                                   |                        |
| 103 | 9  | Final Girl        | Finałowa dziewczyna | John J. Gray          | Crystal Liu              | 13 listopada 2019                 | 14 listopada 2019      |
| Aby zapobiec tragedii, Trevor odwołuje festiwal. Margaret do niego strzela, a Brooke pomaga mu dojść do terenu Redwood, dzięki czemu żyje on jako duch. Następnie Margaret strzela do Brooke, po czym zostaje zamordowana przez duchy obozu. Ich kolejną ofiarą jest Richard, którego mordują przez kolejne dziesięciolecia, gdy ten tylko zmartwychwstaje. W 2019 roku na teren Redwood przyjeżdża Bobby, syn Benjamina, pragnący poznać odpowiedzi na nurtuje pytania. Montana i Trevor opowiadają mu o zdarzeniach z lat 80. Z powodu nieuwagi Cheta i Bertie odrodzonemu Richardowi udaje się wydostać. Ramirez usiłuje zabić Bobby’ego, któremu udaje się jednak uciec. Za namową Montany mężczyzna udaje się do zakładu psychiatrycznego, gdzie poznaje Donnę. Z jej pomocą odnajduje adres, z którego przez lata dostawał pieniądze. Okazuje się, że wysyłała je Brooke, której dzięki Rayowi przeżyła pobyt w Redwood. Bobby powraca na teren obozu, gdzie Margaret (jako duch) usiłuje go zabić, zostaje jednak uratowany przez pozostałe duchy.              |    |                   |                     |                       |                          |                                   |                        |

## Produkcja
12 stycznia 2017 roku stacja FX przedłużyła American Horror Story na ósmy i dziewiąty sezon. 10 kwietnia 2019 roku producent serialu, Ryan Murphy, ogłosił tytuł dziewiątego sezonu: 1984. 24 czerwca FX potwierdził jego datę premiery.

### Dobór obsady
6 lutego 2019 roku Murphy ogłosił, że Emma Roberts i Gus Kenworthy zagrają w 1984 parę. Dla Roberts jest to piąty, a dla Kenwortha pierwszy sezon, w którym się pojawili. 2 kwietnia Evan Peters, który grał główną rolę w każdym z poprzednich ośmiu sezonów, zdradził w wywiadzie, że nie pojawi się w nadchodzącym. 8 lipca magazyn „Variety” doniósł, że również Sarah Paulson, która występowała we wszystkich dotychczasowych seriach, nie powróci do głównej obsady. Tego samego dnia serwis Deadline dowiedział się, że Paulson pojawi się w 1984, ale w mniejszej roli. 10 lipca Murphy ogłosił, że w sezonie wystąpi Angelica Ross. Dzień później producent opublikował krótki film z obsadą 1984. Tym samym zdradził, że do serialu powrócą aktorzy z poprzednich sezonów: Billie Lourd, Cody Fern, Leslie Grossman i John Carroll Lynch. Ponadto po raz pierwszy wystąpili w nim Matthew Morrison, DeRon Horton i Zach Villa.

### Zdjęcia
11 lipca 2019 roku Murphy zdradził, że tego samego dnia rozpoczęły się zdjęcia do 1984.

## Oglądalność w Stanach Zjednoczonych
Kolumny „Pozycja” oznaczają miejsce, które zajął odcinek w zestawieniu najpopularniejszych programów telewizji kablowej danego dnia lub tygodnia.

Kolumny „AMR” oznaczają procent widzów, którzy oglądali dany odcinek, w stosunku do wszystkich posiadaczy telewizji kablowej w Stanach Zjednoczonych.

Kolumna „PVR” oznacza liczbę widzów, którzy nie oglądali odcinka podczas premierowej emisji, ale nagrali go na swoją nagrywarkę.

Pusta komórka oznacza brak informacji.
| Nr | Tytuł                | Data premiery             | Pozycja | Pozycja | Widzów (wszyscy, mln) | Grupa wiekowa 18–49 | Grupa wiekowa 18–49 | PVR          | W sumie (premiera + PVR) | W sumie (premiera + PVR) |
| Nr | Tytuł                | Data premiery             | dzień   | tydzień | Widzów (wszyscy, mln) | Widzów (mln)        | AMR                 | Widzów (mln) | Widzów (mln)             | AMR (18–49)              |
| -- | -------------------- | ------------------------- | ------- | ------- | --------------------- | ------------------- | ------------------- | ------------ | ------------------------ | ------------------------ |
| 1  | „Obóz letni Redwood” | 18 września 2019(dts)     | 1       | 6       | 2,126                 | 1,280               | 1,0                 |              |                          |                          |
| 2  | „Pan Jingles”        | 25 września 2019(dts)     | 1       | 9       | 1,491                 | 0,870               | 0,7                 | 2,419        | 3,919                    | 1,8                      |
| 3  | „Zabójczy taniec”    | 2 października 2019(dts)  | 3       | 20      | 1,344                 | 0,794               | 0,6                 | 2,090        | 3,442                    | 1,6                      |
| 4  | „Prawdziwi mordercy” | 9 października 2019(dts)  | 3       |         | 1,293                 |                     | 0,6                 | 1,949        | 3,249                    | 1,6                      |
| 5  | „Krwawy świt”        | 16 października 2019(dts) | 2       |         | 1,208                 |                     | 0,5                 | 1,868        | 2,961                    | 1,4                      |
| 6  | „Episode 100”        | 23 października 2019(dts) | 3       | 19      | 1,350                 | 0,781               | 0,6                 | 1,897        | 3,255                    | 1,5                      |
| 7  | „Biała dama”         | 31 października 2019(dts) | 1       | 19      | 1,053                 | 0,589               | 0,5                 | 1,884        | 2,944                    | 1,4                      |
| 8  | „Gnij w spokoju”     | 6 listopada 2019(dts)     | 3       | 22      | 1,046                 | 0,627               | 0,5                 | 1,757        | 2,810                    | 1,3                      |
| 9  | „Final Girl”         | 13 listopada 2019(dts)    | 4       | 23      | 1,082                 | 0,640               | 0,5                 | 1,969        | 3,058                    | 1,5                      |